# Херман III фон Майсен
Херман III фон Майсен (на немски: Hermann III, Burgraf von Meissen, Graf von Hartenstein; † 9 март 1351) е бургграф на Майсен, граф на Хартенщайн. Той образува линията „Хартенщайн“ на род Майнхеринги.
Той е син на бургграф Майнхер IV фон Майсен († 1303/1308) и съпругата му София († 1313/1317). Внук е на бургграф Майнхер III фон Майсен († 1297).

## Фамилия
Херман III фон Майсен се жени за Вилибирг фон Кверфурт-Магдебург († 20 октомври 1336), дъщеря на бургграф Бурхард VIII фон Кверфурт-Магдебург († сл. 1313), внучка на бургграф Бурхард VI (X) фон Кверфурт, бургграф на Магдебург († 1273/1278). Те имат децата:
- Майнхер V (VI) фон Майсен, бургграф на Майсен, граф на Хартенщайн († 1396), женен за София фон Шварцбург († сл. 1394), дъщеря на граф Хайнрих IX фон Шварцбург († 1358/1360) и Хелена фон Шаумбург-Холщайн-Пинеберг († 1341).[2]
- Бертхолд фон Майсен († 4 декември 1398), женен за Елизабет († 16 февруари 1404), баща на Майнхард VI фон Майсен († сл. 1401).